# Kyodo News

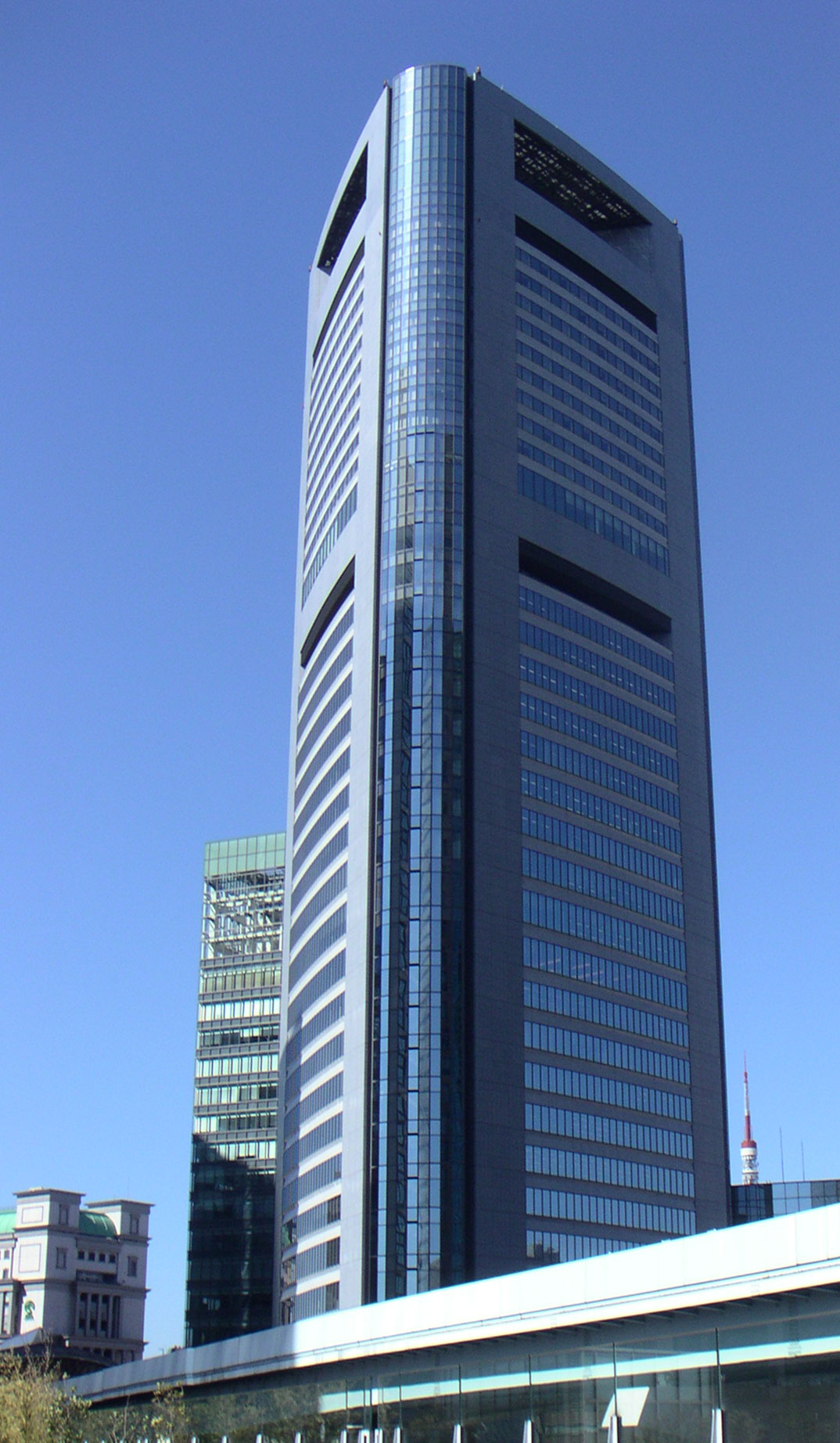
Cao ốc Shiodome Media Tower, trụ sở chính của hãng thông tấn Kyodo News ở Tōkyō

Kyodo News (共同通信社 Kyōdō Tsūshinsha; âm Hán-Việt: "Cộng đồng thông tín xã") là một hãng thông tấn của Nhật Bản, có trụ sở chính tại Tokyo, được thành lập vào tháng 11 năm 1945. Hãng này hoạt động trên nguyên tắc phi lợi nhuận, ngân sách hàng năm do các thành viên đóng góp và từ doanh thu của các khách hàng không phải là thành viên.
Phần tin tiếng Nhật của hãng được phân phối và sử dụng rộng rãi tại các cơ quan truyền tin (truyền thanh, truyền hình và báo chí) của Nhật Bản. Tin tiếng Anh của Kyodo được truyền đi khắp thế giới.
Kyodo News có một chi nhánh thành lập năm 1982 tại Mỹ, Kyodo News International, Inc. (KNI), đặt trụ sở tại Thành phố New York. Đây là bộ phận marketing và nghiên cứu của Kyodo.
Toàn hãng có hơn 1.000 phóng viên, hơn nửa trong số họ làm việc ở trụ sở chính tại Tokyo. Hãng có khoảng 70 phóng viên và 40 cộng tác viên thường trú ở 50 địa điểm ở nước ngoài.